# George Dyson
George Dyson (Ithaca, NY, 26 de março de 1953) é um historiador da tecnologia estadunidense.
Suas publicações cobrem a evolução tecnológica em relação ao ambiente físico e direcionamento da sociedade. Dentre os vários assuntos de suas publicações são contempladas a história da computação, o desenvolvimento dos algorítmos e da inteligência, sistemas de comunicação, exploração espacial e o projeto de usinas hidrelétricas.

## Vida
George Dyson é filho do físico teórico Freeman Dyson e da matemática Verena Huber-Dyson, irmão de Esther Dyson e neto do compositor britânico sir George Dyson. Aos 16 anos de idade foi morar ena Colúmbia Britânica motivado por seu interesse em caiaquismo e também para afastar-se da sombra de seu pai. De 1972 a 1975 viveu em uma casa de árvore a uma altura de 30 metros, construída com materiais obtidos na costa de Burrard Inlet. Dyson tornou-se cidadão canadense e passou 20 anos na Colúmbia Britânica projetando caiaques, pesquisando viagens históricas e povos nativos, e explorando a Passagem Interior.

## Obras
- Baidarka the Kayak, 1986, Alaska Northwest Books, ISBN 0-88240-315-X
- Darwin Among the Machines, 1997, Basic Books (USA) & Allan Lane Science (UK), ISBN 0-7382-0030-1
- Project Orion: The Atomic Spaceship 1957-1965, 2002, Allan Lane Science, ISBN 0-7139-9267-0
- Turing's Cathedral, 2012, Pantheon, ISBN 0-375-42277-3